# Castle Warrior
Castle Warrior est un jeu vidéo d'action développé par Delphine Software et édité par Palace Software, sorti en 1989 sur Amiga et Atari ST.